# Gabriel Mithá Ribeiro
Gabriel Sérgio Mithá Ribeiro (Moçambique, 23 de agosto de 1965) é docente, investigador, ensaísta, cronista e político português. Desempenha atualmente, a função de deputado à Assembleia da República pelo partido CHEGA e secretário da mesa da Assembleia.

## Inicio de vida e juventude
Nasceu em Moçambique, filho de um pai católico e mãe islâmica, com ascendência africana, indiana e síria. Vive em Portugal desde 1980, sendo casado com uma portuguesa com ascendência e ligações familiares ao concelho de Pombal, com quem tem um filho. É licenciado em História pela Faculdade de Letras da Universidade de Lisboa, e mestre e doutorado em Estudos Africanos pelo ISCTE-IUL. É cronista no Observador.

## Opinião sobre o racismo
Mithá Ribeiro pensa que não faz sentido a designação de Racismo como conceito nos dias de hoje, tendo publicado o livro “O Colonialismo nunca Existiu!”, pela Gradiva. Enquanto professor e investigador, do CIEP-Instituto de Estudos Políticos da Universidade Católica Portuguesa, defende que o racismo deixou de existir no século XXI, com o fim da colonização europeia. Numa intervenção, durante uma conferência da Fundação Alexandre Gusmão, defendeu uma nova designação para essa expressão ou conceito social, que seria antes “Relações Raciais” ou “Relações Inter-raciais”, que seria o mesmo “sem a mesma forte carga histórica entretanto desaparecida”. Assim como refere que as escolas deviam alterar a forma como ensinam o período colonial, destacando que "é preciso também olhar para as coisas boas", afirmando, como exemplo de fatores positivos da época colonial, que "os europeus trouxeram a escrita, a higiene e o vestuário".

## Atividade política
Durante 15 anos, foi filiado no PSD, que abandonou para se juntar ao CHEGA, onde teve uma rápida ascensão e cujo programa refez, chegando a vice-presidente em setembro de 2021 e coordenador do Gabinete de Estudos do partido. No dia 22 de agosto de 2022 pediu a sua demissão de Vice-Presidente da direção nacional do partido. Em janeiro de 2024, foi confirmado pelo presidente do CHEGA, André Ventura, que voltaria a ser o cabeça de lista de Leiria nas eleições legislativas de 2024. Foi responsável pela coordenação da revisão do programa do partido e do programa eleitoral de 2022. Em janeiro de 2024, foi anunciado como cabeça de lista para as eleições legislativas de 2024 no circulo eleitoral de Leiria.

## Deputado na Assembleia da República

### XV Legislatura da República Portuguesa
A 30 de janeiro de 2022, Mithá Ribeiro foi eleito deputado à Assembleia da República pelo CHEGA, pelo círculo eleitoral de Leiria. No dia 4 de abril de 2022 fez a sua primeira visita oficial enquanto deputado, juntamente com a deputada Rita Matias ao aterro da Azambuja.
Foi proposto para candidato do CHEGA, na qualidade de 3.ª força política mais representada, a vice-presidente da Assembleia da República, após rejeição da candidatura de Diogo Pacheco de Amorim, a sua candidatura também foi rejeitada no plenário, com 37 votos a favor, 177 votos brancos e 11 nulos, de um total de 225 deputados votantes. Em conferência de imprensa após a eleição, Mithá Ribeiro afirmou: "Fui rejeitado num país que anda à décadas a dizer que combate o racismo. Eu digo que o racismo é um fenómeno histórico que, entretanto, foi ultrapassado, mas aqueles que andam a encher o discurso de que o racismo existe, na hora da verdade fazem isto". Acrescentou ainda o facto de existir uma diferença entre os apoiantes negros de direita e os apoiantes negros de esquerda: "Se uma pessoa é negra e é de esquerda é tratada com dignidade ou pelo menos com alguma dignidade. Se uma pessoa é negra e é politicamente neutra tende a ser apagada das instituições. Se uma pessoa é negra e é de direita é tratada, desculpem a força da expressão, como se tratam os pretos". Na sua primeira intervenção no plenário, apontou para os problemas nas escolas, como "o ambiente" nas instituições e denunciou que não há "uma única palavra" para a indisciplina nas escolas.
Relativamente ao pedido de demissão dos 23 médicos internistas do Hospital das Caldas da Rainha, Mithá Ribeiro veio a público lamentar “a degradação dos cuidados de saúde a prestar às populações” pelo CHO no Hospital das Caldas. O deputado, deixou, ainda, uma critica ao socialista António Lacerda Sales: “É caso para perguntar, de que serve a esta região ter um secretário de estado da saúde, por acaso eleito deputado por Leiria e pelo partido do Governo, claro e que durante a recente campanha eleitoral sempre tentou fazer acreditar aos eleitores que por aqui e na área da saúde o mundo era cor-de-rosa, quando todos sabíamos e como agora se demonstra, que afinal é cinzento".

#### Comissões Parlamentares
O deputado Gabriel Mithá Ribeiro pertence às comissões:
- Comissão de Educação e Ciência [coordenador do grupo parlamentar na comissão];
- Comissão de Ambiente e Energia [suplente].

### XVI Legislatura da República Portuguesa
A 10 de março de 2024, foi reeleito deputado à Assembleia da República, pelo círculo eleitoral de Leiria. No dia 27 de março de 2024, foi eleito secretário para a Mesa da Assembleia da República.

## Resultados Eleitorais

### Eleições legislativas
| Data | Partido     | Partido | Circulo eleitoral | Posição     | Cl.    | Votos          | %             | +/-    | Status                           | Notas |
| ---- | ----------- | ------- | ----------------- | ----------- | ------ | -------------- | ------------- | ------ | -------------------------------- | ----- |
| 2022 |             | CH      | Leiria            | 1.º (em 10) | 3.º    | 18 918         | 8,02 / 100,00 |        | Eleito                           |       |
| 2024 | 1.º (em 10) | CH      | Leiria            | 3.º         | 53 764 | 19,66 / 100,00 | 11,64         | Eleito | Secretário da Mesa da Assembleia |       |
| 2025 | 1.º (em 10) | CH      | Leiria            | 2.º         | 61 162 | 23,07 / 100,00 | 3,41          | Eleito | Secretário da Mesa da Assembleia |       |

### Eleições autárquicas

#### Câmara Municipal
| Data | Partido | Partido | Concelho  | Posição    | Cl. | Votos | %             | Status     | Notas | Ref    |
| ---- | ------- | ------- | --------- | ---------- | --- | ----- | ------------- | ---------- | ----- | ------ |
| 2021 |         | CH      | Alcochete | 1.º (em 7) | 5.º | 468   | 5,24 / 100,00 | Não eleito |       | [ 23 ] |

## Obras publicadas

### Livros
- "Um Século de Escombros" (2019), dedicado a Olavo de Carvalho, Steve Bannon e Jordan Peterson.[24] Oficina do Livro.
- "Novo Manual de Investigação" (2018).  Contraponto Editores ISBN 9789896661748[25]
- "Estrada de Beirute Uma Saga Familiar Moçambicana"(2015). Alêtheia Editores isbn: 9789896227272[26]
- O Colonialismo Nunca Existiu! Colonização, racismo e violência: manual de interpretação (2013), Lisboa: Gradiva. (ISBN: 9789896165178)[27]
- "O Ensino da História" (2010). Fundação Francisco Manuel dos Santos  isbn: 9789898424686[28]
- "O senso comum e a política em Moçambique" (2010), In Fernando Florêncio Vozes do universo rural – Reescrevendo o estado em África , Lisboa: Gerpress[29].
- "A Lógica dos Burros - O lado negro das políticas educativas" (2007). Publicações Europa-América isbn: 9789721058378[30]
- "A Pedagogia da Avestruz - Testemunho de um Professor" (2004). Gradiva isbn: 9789726629177[31]
- "As representações sociais dos moçambicanos: do passado colonial à democratização. Esboço de uma cultura política" (2000). Lisboa: Instituto da Cooperação Portuguesa. (ISBN: 972-96666-5-2)[29]

### Artigos
- "O dilema moral supremo" (2020). Cadernos de[32]
- "Minoria Branca, Anti-portuguesismo e herança colonial em Moçambique (2014). Ler História[33]
- “‘É Pena Seres Mulato!’: Ensaio sobre relações raciais“ (2012). Cadernos de Estudos Africanos, 23, 21-51[29].
- "Recensão de Lúcia van den Bergh, Porque prevaleceu a paz? Moçambicanos respondem" (2011), Cadernos de Estudos Africanos, 22, 182-186[29].
- "O senso comum e a política em Moçambique" (2010). Gerpress.[34]
- "O pensamento social sobre o político em Moçambique. Estudo de caso da cidade de Tete" (2008), Lisboa: ISCTE-IUL[29].
- “Chissano contra Machel e o Colono: representações sociais do estado em Moçambique“ (2007), Cadernos de Estudos Africanos, 13-14, 29-47[29].